# Zápas na Letních olympijských hrách 1988
Zápas na Letních olympijských hrách 1988 v Soulu nabídl souboje o dvacet sad medailí a to v deseti váhových kategoriích ve volném stylu a v deseti v řecko-římském.

## Medailisté

### Volný styl
| Kategorie | Zlato                                       | Stříbro                                          | Bronz                                                   |
| --------- | ------------------------------------------- | ------------------------------------------------ | ------------------------------------------------------- |
| 48 kg     | Takaši Kobajaši · Japonsko (JPN)            | Ivan Conov · Bulharsko (BUL)                     | Sergej Karamčakov · Sovětský svaz (URS)                 |
| 52 kg     | Micuru Sató · Japonsko (JPN)                | Šaban Trstena · Jugoslávie (YUG)                 | Volodimir Toguzov · Sovětský svaz (URS)                 |
| 57 kg     | Sergej Beloglazov · Sovětský svaz (URS)     | Askar Mohammadaján · Írán (IRI)                  | No Kjong-son · Jižní Korea (KOR)                        |
| 62 kg     | John Smith · Spojené státy americké (USA)   | Stepan Sarkisjan · Sovětský svaz (URS)           | Simeon Šterev · Bulharsko (BUL)                         |
| 68 kg     | Arsen Fadzajev · Sovětský svaz (URS)        | Pak Čang-sun · Jižní Korea (KOR)                 | Nate Carr · Spojené státy americké (USA)                |
| 74 kg     | Kenny Monday · Spojené státy americké (USA) | Adlan Varajev · Sovětský svaz (URS)              | Rachmat Sukra · Bulharsko (BUL)                         |
| 82 kg     | Han Mjong-u · Jižní Korea (KOR)             | Necmi Gençalp · Turecko (TUR)                    | Jozef Lohyňa · Československo (TCH)                     |
| 90 kg     | Macharbek Chadarcev · Sovětský svaz (URS)   | Akira Óta · Japonsko (JPN)                       | Kim Tche-u · Jižní Korea (KOR)                          |
| 100 kg    | Vasile Pușcașu · Rumunsko (ROU)             | Leri Chabelovi · Sovětský svaz (URS)             | William Scherr · Spojené státy americké (USA)           |
| 130 kg    | Davit Gobedžišvili · Sovětský svaz (URS)    | Bruce Baumgartner · Spojené státy americké (USA) | Andreas Schröder · Německá demokratická republika (GDR) |

### Řecko-římský zápas
| Kategorie | Zlato                                    | Stříbro                                  | Bronz                                           |
| --------- | ---------------------------------------- | ---------------------------------------- | ----------------------------------------------- |
| 48 kg     | Vincenzo Maenza · Itálie (ITA)           | Andrzej Głąb · Polsko (POL)              | Bratan Cenov · Bulharsko (BUL)                  |
| 52 kg     | Jon Rønningen · Norsko (NOR)             | Acudži Mijahara · Japonsko (JPN)         | I Če-sok · Jižní Korea (KOR)                    |
| 57 kg     | András Sike · Maďarsko (HUN)             | Stojan Balov · Bulharsko (BUL)           | Babis Cholidis · Řecko (GRE)                    |
| 62 kg     | Kamandar Madžidov · Sovětský svaz (URS)  | Živko Vangelov · Bulharsko (BUL)         | An Te-hjon · Jižní Korea (KOR)                  |
| 68 kg     | Levon Džulfalakjan · Sovětský svaz (URS) | Kim Song-mun · Jižní Korea (KOR)         | Tapio Sipilä · Finsko (FIN)                     |
| 74 kg     | Kim Jong-nam · Jižní Korea (KOR)         | Daulet Turlychanov · Sovětský svaz (URS) | Józef Tracz · Polsko (POL)                      |
| 82 kg     | Michail Mamiašvili · Sovětský svaz (URS) | Tibor Komáromi · Maďarsko (HUN)          | Kim Sang-kju · Jižní Korea (KOR)                |
| 90 kg     | Atanas Komšev · Bulharsko (BUL)          | Harri Koskela · Finsko (FIN)             | Vladimir Popov · Sovětský svaz (URS)            |
| 100 kg    | Andrzej Wroński · Polsko (POL)           | Gerhard Himmel · Západní Německo (FRG)   | Dennis Koslowski · Spojené státy americké (USA) |
| 130 kg    | Alexandr Karelin · Sovětský svaz (URS)   | Rangel Gerovski · Bulharsko (BUL)        | Tomas Johansson · Švédsko (SWE)                 |

## Přehled medailí
| Pořadí | Země                                 | Zlato | Stříbro | Bronz | Celkově |
| ------ | ------------------------------------ | ----- | ------- | ----- | ------- |
| 1      | Sovětský svaz (URS)                  | 8     | 4       | 3     | 15      |
| 2      | Jižní Korea (KOR)                    | 2     | 2       | 5     | 9       |
| 3      | Japonsko (JPN)                       | 2     | 2       | 0     | 4       |
| 4      | Spojené státy americké (USA)         | 2     | 1       | 3     | 6       |
| 5      | Bulharsko (BUL)                      | 1     | 4       | 3     | 8       |
| 6      | Polsko (POL)                         | 1     | 1       | 1     | 3       |
| 7      | Maďarsko (HUN)                       | 1     | 1       | 0     | 2       |
| 8      | Itálie (ITA)                         | 1     | 0       | 0     | 1       |
| 8      | Norsko (NOR)                         | 1     | 0       | 0     | 1       |
| 8      | Rumunsko (ROU)                       | 1     | 0       | 0     | 1       |
| 11     | Finsko (FIN)                         | 0     | 1       | 1     | 2       |
| 12     | Írán (IRI)                           | 0     | 1       | 0     | 1       |
| 12     | Turecko (TUR)                        | 0     | 1       | 0     | 1       |
| 12     | Západní Německo (FRG)                | 0     | 1       | 0     | 1       |
| 12     | Jugoslávie (YUG)                     | 0     | 1       | 0     | 1       |
| 16     | Československo (TCH)                 | 0     | 0       | 1     | 1       |
| 16     | Německá demokratická republika (GDR) | 0     | 0       | 1     | 1       |
| 16     | Řecko (GRE)                          | 0     | 0       | 1     | 1       |
| 16     | Švédsko (SWE)                        | 0     | 0       | 1     | 1       |
| Celkem | Celkem                               | 20    | 20      | 20    | 60      |

## Zúčastněné země
Olympijských bojů se zúčastnilo 431 zápasníků z 69 zemí.
| - Afghánistán (5) - Americká Samoa (1) - Argentina (2) - Austrálie (3) - Belgie (1) - Brazílie (2) - Bulharsko (20) - Československo (9) - Čína (11) - Egypt (5) - Filipíny (2) - Finsko (12) - Francie (9) - Gambie (3) - Guam (1) - Guatemala (1) - Guinea (2) - Indie (7) | - Indonésie (2) - Írán (15) - Irák (5) - Irsko (1) - Izrael (2) - Itálie (4) - Japonsko (20) - Jižní Korea (19) - Jordánsko (2) - Jugoslávie (10) - Kamerun (4) - Kanada (11) - Keňa (4) - Kolumbie (4) - Libanon (1) - Maďarsko (18) - Malta (2) | - Maroko (5) - Mauritánie (4) - Mauricius (1) - Mexiko (4) - Mongolsko (9) - Německá demokratická republika (8) - Nigérie (6) - Norsko (5) - Nový Zéland (2) - Pákistán (3) - Panama (2) - Peru (1) - Polsko (18) - Portoriko (2) - Portugalsko (1) - Rakousko (5) - Rumunsko (4) | - Řecko (5) - Salvador (1) - Samoa (2) - Senegal (4) - Severní Jemen (3) - Sovětský svaz (20) - Sýrie (8) - Španělsko (9) - Švédsko (10) - Švýcarsko (4) - Tchaj-wan (4) - Tunisko (3) - Turecko (13) - Spojené státy americké (20) - Vietnam (1) - Velká Británie (7) - Západní Německo (17) |